# Tempora
Tempora è un programma di sorveglianza e sicurezza informatico nascosto, a quanto riferisce il quotidiano inglese The Guardian testato nel 2008, istituito nel 2011 e usato dal Government Communications Headquarters (Quartier generale del governo per le comunicazioni - GCHQ).

## Scoperta
L'esistenza di Tempora è stata rivelata da Edward Snowden, un ex collaboratore statunitense della National Security Agency, il quale ha rilasciato informazioni sul programma al giornalista Glenn Greenwald nel maggio 2013, come parte delle rivelazioni dei programmi di sorveglianza di massa governativi.
Snowden ha inoltre dichiarato che i dati raccolti dal programma Tempora sono condivisi con l'NSA americana.
Nell'ottobre 2013 si viene a conoscenza che attraverso questi programmi sono state spiate le cancellerie europee di Francia, Germania e Italia, ed in generale di 32 leader mondiali. In particolare l'Italia sarebbe stata spiata oltre che dall'NSA anche dai britannici con il software Tempora.